# Oxysternon silenus
Oxysternon silenus là một loài bọ cánh cứng trong họ Bọ hung (Scarabaeidae).